# Dipseudopsis marlieri
Dipseudopsis marlieri är en nattsländeart som beskrevs av Jacquemart 1967. Dipseudopsis marlieri ingår i släktet Dipseudopsis och familjen Dipseudopsidae. Inga underarter finns listade i Catalogue of Life.